# چنگرشیما
چِنگِرشیما (به مجاری:  Csengersima) یک منطقهٔ مسکونی در مجارستان است که در سابولچ-ساتمار-برگ واقع شده‌است. چنگرشیما ۲۳٫۸ کیلومتر مربع مساحت و ۷۴۱ نفر جمعیت دارد.